# Синьова Євгенія Павлівна
Синьова Євгенія Павлівна (нар. 17 серпня 1948, Київ) — український тифлопедагог, викладач Педуніверситету ім. Михайла Драгоманова.
У 1956—1963 р.р. навчалася в Київській середній школі № 141. Після закінчення 8 класу у 1963 році була переведена до Київської середньої школі № 74, яку закінчила у 1966 році.

## Трудовий шлях
Трудовий шлях Євгенія Павлівна розпочала на заводі «Більшовик» (м. Київ), де у 1966—1967 р.р. працювала кресляркою.
У 1967 році вступила на дефектологічний факультет (спеціальність 2111 «Дефектологія. Олігофренопедагогіка і логопедія») до Київського державного педагогічного інституту імені О. М. Горького. З 1970 року вона успішно поєднувала навчання в інституті з роботою старшої піонервожатої в Київській допоміжний школі-інтернаті № 1, де і працювала після закінчення інституту до 1973 року.
З вересня 1973 року по 1974 рік Є. П. Синьова працювала в КДПІ ім. Горького на дефектологічному факультеті на посаді старшого лаборанта кафедри сурдопедагогіки і логопедії (кабінет логопедії).
У 1974 році Євгенія Павлівна Синьова переходить на роботу в Український науково-дослідний інститут педагогіки. Працюючи на посаді молодшого, а надалі старшого наукового співробітника лабораторії тифлопедагогіки відділу дефектології, розпочала дослідження соціально-педагогічних проблем тифлопедагогіки0. Наукова діяльність була пов'язані з дослідженнями психології стосунків при глибоких порушеннях зору, соціально-психологічних особливостей соціалізації незрячих тощо.
Під науковим керівництвом вченого-тифлопедагога Іллі Семеновича Моргуліса активно вивчає соціально-психологічні проблеми використання інвалідами зору вільного часу, формування міжособистісних стосунків у колективах сліпих.
Кандидатська дисертація Є. П. Синьової «Исследование взаимоотношений слепых в производственных и школьных коллективах», спеціальність 19.00.08 — спеціальна психологія, була спробою експериментального вивчення соціально-психологічних аспектів соціалізації інвалідів зору. Дисертація захищена у 1981 році у НДІ дефектології СРСР (м. Москва) та була визнана ВАК СРСР однією з найкращих робіт у галузі «Дефектологія», зокрема, серед спеціальних психологічних наук[джерело?].
У 1986 році за вагомий особистий внесок у розвиток тифлопсихології і високі професійні досягнення Є. П. Синьову нагороджено відзнакою Міністерства освіти УРСР «Відмінник народної освіти». В цьому ж році вона отримала вчене звання старшого наукового співробітника лабораторії тифлопедагогіки відділу дефектології НДІ педагогіки УРСР.
В 1987 році Є. П. Синьова за запрошенням повернулася в КДПІ імені О. М. Горького на дефектологічний факультет на посаду доцента кафедри олігофренопедагогіки та психопатології. Протягом 1988—1991 років Є. П. Синьова працює заступником декана дефектологічного факультету. Ініціювала створення в Україні спортивної підоготовки дітей-інвалідів, зокрема, особисто брала активну участь у організації та проведенні перших в Україні спортивних змагань «Спешел Олімпікс» (англ. Special Olympics).
У 1994 році при дефектологічному факультеті КДПІ вперше в Україні було створено спеціалізовану вчену раду із захисту кандидатських дисертацій за спеціальностями 13.00.03- спеціальна педагогіка та 19.00.08- спеціальна психологія. Є. П. Синьову було призначено секретарем цієї вченої ради, яка проіснувала до 1997 року.
У 1996—1998 р.р. Євгенію Павлівну було направлено до цільової стаціонарної докторантури при кафедрі олігофренопедагогіки та психопатології КДПІ.
1 квітня 1998 року в структурі дефектологічного факультету було відкрито єдину в Україні кафедру тифлопедагогіки. Як провідного фахівця-тифлопсихолога, Є. П. Синьову, за виробничою необхідністю, було відкликано із докторантури та призначено на посаду завідувача кафедри тифлопедагогіки, яку вона обіймає і по сьогоднішній день. З 1999 р. її переведено на посаду професора, а у 2003 році присуджено наукове звання «професор».
З 2004 року Є. П. Синьова є представником від України у Європейській організації ICEVI, яка займається науково-практичними питаннями з розвитку та життєдіяльності осіб з порушеннями зору.
У 2006 році Є. П. Синьова була ініціатором та головою оргкомітету з проведення Першого Всеукраїнського з'їзду тифлопедагогів «Тифлопедагогіка України: витоки, сьогодення та перспективи розвитку», на якому була обрана Президентом Всеукраїнської громадської організації «Асоціація тифлопедагогів України». У 2008 році вона організувала проведення Всеукраїнської науково-практичної конференції «Теорія і практика тифлопедагогіки — взаємозв'язки та взаємозбагачення», присвяченої 10-й річниці кафедри тифлопедагогіки.
Як завідувач кафедри тифлопедагогіки, Є. П. Синьова створила ефективний колектив викладачів (2 доктори наук, решта - кандидати наук).
Під керівництвом Є. П. Синьової створено Галузевий державний стандарт вищої освіти зі спеціальності 6.01010501; 8.01010501 «Корекційна освіта. Тифлопедагогіка». Розроблено навчальні плани з підготовки тифлопедагогів освітньо-кваліфікаційних рівнів «бакалавр», «спеціаліст», «магістр» тифлопедагогіки, типові і робочі програми з фахової підготовки, навчально-методичний комплекс зі спеціальностей «Тифлопедагогіка» та «Тифлопсихологія», підручники для студентів ВНЗ, програми, підручники і методичні рекомендації для практичних працівників спеціальних навчально-виховних закладів для дітей з вадами зору.
Є. П. Синьовою було підготовлено докторську дисертацію на тему «Особливості розвитку та виховання особистості при глибоких порушеннях зору», яку вона захистила у 2013 році.
Євгенія Павлівна Синьова створила наукову школу з проблем розвитку особистості в умовах зорової депривації. Під науковим керівництвом Є. П. Синьової підготовлено і захищено одинадцять кандидатських дисертацій. Представники наукової школи Є. П. Синьової працюють у вищих навчальних закладах, науково-дослідних інститутах та спеціальних навчальних закладах для дітей з порушеннями зору.
Євгенії Павлівні Синьовії належать понад 100 наукових публікацій, серед яких: 1 монографія, 3 підручники для вищої школи, 12 навчально-методичних посібників, 8 навчальних програм.

## Основні наукові праці
1. Синева Е. П. Социально-психологические функции культурно-массовой работы на предприятиях УТОС: (навч.посіб.) / Евгения Павловна Синёва.- К. : УТОС, 1980.-25 с.
2. Синева Е. П. Исследование взаимоотношений слепых в производственных и школьных коллективах: автореф. канд. дис. на соискание научн. ст. канд. психол. наук. 19.00.10 / Евгения Павловна Синева. — М. : АПН СССР, 1981.- 21с.
3. Синьова Є. П. Вивчення та удосконалення структури міжособистісних стосунків учнів з важкими розладами зору: (метод. рекоменд.) / Євгенія Павлівна Синьова.- К. : РУМК, 1981.- 45с.
4. Синева Е. П. Психологическое изучение взаимоотношений слепых в производственных коллективах / Евгения Павловна Синева // Дефектология.- М.: АПН СССР, 1984. — № 1. — С. 20-27.
5. Синева Е. П. Межличностные отношеня при глубоких нарушениях зрения / Евгения Павловна Синева // Тифлопсихология.- М. : Просвещение, 1985. — С. 69-80.
6. Синева Е. П. Воспитательная роль трудового коллектива / Евгения Павловна Синева // учебно-методические материалы по тифлологии. — К. : УТОС,1990ю — С. 89-113.
7. Синьова Є. П. Методика проведення лікувально-візкультурних занять в початкових класах шкіл слабозорих: (метод. рекоменд.) / Євгенія Павлівна Синьова. — Кіровоград: УНО Кіровоградської обласної державної адміністрації, 1992.- 51с.
8. Синьова Є. П. Рельєфно-крапкове письмо сліпих. Шрифт Л. Брайля: (навч. посібн. Гриф МОН України).- К. : НПУ імені М. П. Драгоманова, 2003. - 109 с.
9. Синьова Є. П. Самостійна робота студентів з курсу «Тифлопсихологія»: (навч.посіб. Гриф МОН України). — К. : Вид-во НПУ імені М. П. Драгоманова, 2003. — 63 с.
10. Синьова Є. П. Методика викладання психології дітей з сенсорними порушеннями у вищих педагогічних закладах освіти: (навч. посібн.) / Є. П. Синьова, К. О. Глушенко та ін. — К. : НПУ імені М. П. Драгоманова, 2006. - 119 с.
11. Синьова Є. П. Розвиток концептуальних положень про психічні особливості осіб з глибокими порушеннями зору в історії тифлопсихології / Євгенія Павлівна Синьова // Науковий часопис НПУ імені М. П. Драгоманова. Серія 19. Корекційна педагогіката психологія. Випуск 8. — К. : 2007, НПУ імені М. П. Драгоманова. - С. 108—112.
12. Синьова Є. П. Соціально-психологічні особливості соціалізації осіб з глибокими порушеннями зору / Євгенія Павлівна Синьова // Науковий часопис НПУ імені М. П. Драгоманова, Серія 19. Корекційна педагогіка та психологія. Випуск 10. 0 К. : НПУ імені М. П. Драгоманова, 2008. — С. 275—280.
13. Синьова Є. П. Психологічні особливості здійснення корекційно-виховної роботи в освітньо-реабілітаційних закладах для дітей з порушеннями зору / Євгенія Павлівна Синьова // Вісник Луганського національного університету імені Тараса Шевченка. № 22 (161) листопад. — Луганськ, 2008. — С. 191—200.
14. Навчально-методичний комплекс фахової підготовки бакалаврів напряму 6.010105. Корекційна освіта. Тифлопедагогіка і спеціальна психологія / за ред. Є. П. Синьової, С. В. Федоренко. — К. : НПУ імені М. П. Драгоманова, 2008. - 348 с.
15. Синьова Є. П. Тифлопсихологія. Психологічні особливості людей з порушеннями зору: (підручн. Гриф МОН_. — К. : Знання, 2008. - 365 с.
16. Синьова Є. П. Тифлопедагогіка. Теорія виховання сліпих та слабозорих дітей: навч. посібник. К. : НПУ імені М. П. Драгоманова, 2009. - 210 с.
17. Синьова Є. П. Тифлопедагогіка: (підручник. Гриф МОН) / Є. П. Синьова, С. В. Федоренко. — К. : НПУ імені М. П. Драгоманова, 2009. - 325 с.
18. Синьова Є. П. Методичні рекомендації до підготовки курсових робіт для студентів спеціальності «Тифлопедагогіка»/Є. П. Синьова, І. О. Сасіна.- — К. : НПУ імені М. П. Драгоманова, 2009. - 105 с.
19. Синьова Є. П. Розвиток теорії компенсації в історії тифлопсихології / Євгенія Павлівна Синьова // Соціально-психологічні проблеми тифлопедагогіки: зб. наук. нр. Випуск 3 (11). — К. : НПУ імені М. П. Драгоманова, 2010. - С. 191—206.
20. Синьова Є. П. Психологічні особливості розвитку діяльності при порушеннях зору у дітей / Євгенія Павлівна Синьова // Зб. наук. нр. Кам'янець-Подільського державного університету імені Івана Огієнка. Вип. 15. (Серія соціально-педагогічна). — Кам'янець-Подільський, 2010. - С. 410—414.
21. Синьова Є. П. Методологические принципы исследований в области коррекционной педагогики: материалы международной научно-практической конференции «Специальное образование: Пути развития за 20 лет независимости». — Алматы: «Центр САТР», 2012. - С. 25-41.
22. Синьова Є. П. Особливості розвитку та виховання особистості при глибоких порушеннях зору: монографія / Євгенія Павлівна Синьова. — К. : НПУ імені М. П. Драгоманова, 2012. - 442 с.